# تشارلستون (كارولاينا الجنوبية)
تشارلستون هي مدينة في ولاية كارولاينا الجنوبية في الولايات المتحدة الأمريكية. وهي ثاني أكبر مدينة في الولاية بعد عاصمتها كولومبيا. وقد سميت بهذا الاسم تبعا لاسم الملك تشارلز الثاني ملك إنجلترا.
تشارلستون كانت عاصمة الجنوب في الحرب الأهلية الأمريكية. وهي تقع عند ملتقى نهري أشلي وكوبر. عدد سكانها 118,492 نسمة حسب تقديرات عام 2007.

## الرياضة
تشتهر مدينة تشارلستون بوجود نادي تشارلستون بيتري وهو نادي كرة قدم يلعب في ملعب هيلث (كارولاينا الجنوبية) ويلعب هذا الفريق في بطولة الدوري الامريكي USL

## توأمة
لتشارلستون (كارولاينا الجنوبية) اتفاقيات توأمة مع كل من:
- سبوليتو
- Tempelhof  [لغات أخرى]‏

## أعلام
- كاترين كولمان
- توماس جيبسون
- تيم سكوت
- ويل باتون
- آن بوني
- روبرت فورشغوت
- مارك وين كلارك
- وليام ويستمورلاند
- جيمس أوليفر ريجني
- جوزيف بوليتزر